# Nescicroa
Nescicroa is een geslacht van Phasmatodea uit de familie Diapheromeridae. De wetenschappelijke naam van dit geslacht is voor het eerst geldig gepubliceerd in 1923 door Karny.

## Soorten
Het geslacht Nescicroa omvat de volgende soorten:
- Nescicroa acutegranulosa (Redtenbacher, 1908)
- Nescicroa albilateralis Hennemann, 1998
- Nescicroa angustata (Redtenbacher, 1908)
- Nescicroa aspersa (Redtenbacher, 1908)
- Nescicroa bimaculata (Olivier, 1792)
- Nescicroa compacta (Redtenbacher, 1908)
- Nescicroa contracta (Redtenbacher, 1908)
- Nescicroa dilutevenosa (Redtenbacher, 1908)
- Nescicroa excelsa (Redtenbacher, 1908)
- Nescicroa frondosa (Bates, 1865)
- Nescicroa frontalis (Redtenbacher, 1908)
- Nescicroa graminea (Bates, 1865)
- Nescicroa heinrichi
- Nescicroa janus (Bates, 1865)
- Nescicroa macra (Redtenbacher, 1908)
- Nescicroa marmorata (Redtenbacher, 1908)
- Nescicroa nigra Hennemann, 1998
- Nescicroa nigrofasciata (Haan, 1842)
- Nescicroa obliterata (Redtenbacher, 1908)
- Nescicroa papuana (Brancsik, 1898)
- Nescicroa poeciloptera (Rehn, 1904)
- Nescicroa puella (Redtenbacher, 1908)
- Nescicroa redempta (Redtenbacher, 1908)
- Nescicroa reductipennis (Redtenbacher, 1908)
- Nescicroa resignata (Redtenbacher, 1908)
- Nescicroa rivalis (Redtenbacher, 1908)
- Nescicroa sanguinata (Redtenbacher, 1908)
- Nescicroa smaragdula (Bates, 1865)
- Nescicroa sollicita (Redtenbacher, 1908)
- Nescicroa sublineata (Redtenbacher, 1908)
- Nescicroa tenella (Günther, 1935)
- Nescicroa tereticollis (Redtenbacher, 1908)
- Nescicroa terminalis (Redtenbacher, 1908)
- Nescicroa tumescens (Redtenbacher, 1908)
- Nescicroa viridilineata (Bates, 1865)